# Pissy-Pôville
Pissy-Pôville ist eine französische Gemeinde mit 1.348 Einwohnern (Stand: 1. Januar 2022) im Département Seine-Maritime in der Region Normandie. Sie gehört zum Arrondissement Rouen und zum Kanton Notre-Dame-de-Bondeville.

## Geographie
Pissy-Pôville liegt etwa elf Kilometer nordwestlich von Rouen. Umgeben wird Pissy-Pôville von den Fresquiennes im Norden, Eslettes im Nordosten, Malaunay im Osten und Südosten, Saint-Jean-du-Cardonnay im Süden, Roumare im Südwesten sowie Barentin im Westen.
Die Autoroute A151 führt durch die Gemeinde.

## Geschichte
1822 wurden Pissy und Pôville zusammengeschlossen.

## Einwohnerentwicklung
| 1962                      | 1968 | 1975 | 1982 | 1990 | 1999 | 2006 | 2013 |
| ------------------------- | ---- | ---- | ---- | ---- | ---- | ---- | ---- |
| 542                       | 568  | 683  | 947  | 1089 | 1256 | 1281 | 1234 |
| Quelle: Cassini und INSEE |      |      |      |      |      |      |      |

## Sehenswürdigkeiten
- Kirche Saint-Martin aus dem 13. Jahrhundert
- Herrenhaus aus dem 16. Jahrhundert
- Reste einer römischen Villa

## Persönlichkeiten
- Théodore Bachelet (1820–1879), Historiker